# Чак-Ток-Ичак III
Чак-Ток-Ичак ІІI (дословно Великая Облачная Лапа) (правил в ок. 485 — 508) — восемнадцатый правитель древнего майяского царства Мутуль со столицей в Тикале.

## Биография
Чак-Ток-Ичак ІІI взошёл на престол Мутуля в 458 году и наследовал Кан-Аку.
Во времена его правления были воздвигнуты тикальские Стелы 7, 10 и 15.
Чак-Ток-Ичаку ІІI наследовала восьмилетняя Иш-Йокин, вторая известная женщина на троне Тикаля.